# Studiecentrum voor Vlaamse Muziek
Het Studiecentrum voor Vlaamse Muziek (afgekort SVM) is een Belgische cultureel erfgoed organisatie die zich toelegt op het onderzoek, de documentatie, ontsluiting en promotie van Vlaamse klassieke muziek voor 1950, met een bijzondere aandacht voor minder bekend repertoire uit de 19e en 20e eeuw. Het Studiecentrum voor Vlaamse Muziek is gevestigd in het gebouw van het Koninklijk Conservatorium Antwerpen, in samenwerking met de AP Hogeschool.

## Geschiedenis
Het Studiecentrum voor Vlaamse Muziek werd opgericht in 1999 opgericht. Het centrum werd opgericht met de bedoeling om het brede publiek, uitvoerders en onderzoekers kennis te laten maken met het vaak onderbelichte Vlaamse muziekerfgoed. SVM tracht muzikale werken uit het verleden opnieuw onder de aandacht te brengen door middel van wetenschappelijk onderzoek, publicaties en samenwerkingen met uitvoerders, concertorganisaties en opnamelabels.
Duits-Belgisch hoboïst, koordirigent en oprichter Michael Scheck was de eerste directeur van het studiecentrum. In 2012 volgde musicoloog Kristin Van den Buys hem op.
Ter aanvulling op het SVM-werkveld werd in 2000 het MATRIX [Centrum voor Nieuwe Muziek] opgericht in Leuven, met als specifieke opdracht het in kaart brengen en documenteren van het Vlaamse muzikale erfgoed na 1950. MATRIX legt zich toe op hedendaagse muziek en vormt zo een inhoudelijke en chronologische aanvulling op de werking van het SVM. Het Leuvense centrum ontwikkelt daarnaast educatief materiaal en organiseert workshops en publieksgerichte activiteiten rond actuele muziekpraktijken.

## Publicaties en projecten
Het Studiecentrum publiceert geregeld wetenschappelijke teksten, essays en artikels in tijdschriften en eigen uitgaven. Er worden ook nieuwe, kritische uitgaven van partituren uitgebracht om de uitvoeringspraktijk van vergeten werken mogelijk te maken.
Het centrum was onder meer betrokken bij de herontdekking en uitvoering van werk van componisten zoals Joseph Ryelandt, August De Boeck, Marcel Poot, Lodewijk Mortelmans, Arthur Meulemans, en Maria Matthijssens.
Een belangrijk luik van de werking van het SVM is het digitaliseren van archiefmateriaal en partituren, dat via hun online databank de Vlaamse Muziekcatalogus (VMI) toegankelijk wordt gemaakt voor onderzoekers en uitvoerders. Het centrum beschikt over een uitgebreide collectie biografisch materiaal, brieven, foto’s en partituurkopieën.

### Boeken: Klanken door de tijd
- Adelheid Ceulemans, red., Van Ninette tot Herbergprinses: 150 jaar Vlaamse opera (2015)
- Guido De Bruyker - Pieter Emanuel Verheyen: componist onder keizerrijken, revoluties, republiek en koninkrijk (2023)

### Discografie (selectie)

#### Antarctica Records:Flemish Music Heritage[8]
- Jozef De Beenhouwer – Joseph Ryelandt: Piano Sonatas 1 (AR 066, 2024)
- Liesbeth Devos, Werner Van Mechelen, Jozef De Beenhouwer – Gustave Huberti: Art Songs (AR 070, 2025)
- Jozef De Beenhouwer – Joseph Ryelandt: Piano Sonatas 2, Six Préludes (AR 072, 2025)

#### Etcetera Records
- Naruhiko Kawaguchi – Au clair de la lune. Flemish romantic piano music (KTC1718, 2021)

#### Phaedra:In Flanders' Fields
- Vol. 19 – Lodewijk Mortelmans: Songs and Piano Music (2019) door Werner Van Mechelen en Jozef De Beenhouwer
- Vol.75 – August de Boeck: A Bouquet of French & Flemish Songs (2011) door Liesbeth Devos en Jozef De Beenhouwer
- Vol. 97 – Lodewijk Mortelmans: Excerpts from the opera 'The Children of the Sea' (2017)

Sterling Records